# Mamadou Ismaïla Konate
Mamadou Ismaïla Konate (Kayes, 31 de agosto de 1963) es un abogado y político malí. 

## Biografía
Nacido en Kayes, Malí, de una madre profesora y de un padre funcionario de alto rango, Mamadou I. Konate es el mayor de una familia de cinco hijos.
Completó toda su escolaridad en Malí hasta el bachillerato. Prosigue a continuación sus estudios de Derecho a la Universidad de Burdeos, en Francia.
Comenzó su carrera profesional trabajando para PricewaterhouseCoopers hasta que crea en 1998, en Bamako, el despacho de abogados Jurifis Consult. El 7 de julio de 2016, es nombrado Ministro de Justicia de Malí, por lo que coge una excedencia de su despacho y del colegio de abogados de París y de Bamako. El 27 de noviembre de 2017, deja su cargo de Ministro de Justicia de Malí.
Es galardonado, en 1997, en el concurso de elocuencia de los secretarios de la Conferencia del Escenario del colegio de abogados de París, bajo la presidencia del Decano Georges Vedel. Cofunda en esa misma época Jurifis Consult.
Está implicado en OHADA ley y tiene publicó comunicaciones en el asunto. Es también Secretario General de la Promoción de Arbitraje en Asociación de África (APAA).
El 7 de julio de 2016, es nombrado Ministro de Justicia (“Garde des Sceaux”) y de los Derechos Humanos por el gobierno de Midibo Keita. Es renovado, el 11 de abril de 2017, como Ministro de Justicia por el gobierno de Abdoulaye Idrissa Maïga.
A la cabeza de su ministerio, emprende varios proyectos para transformar la justicia maliense. Desea simplificar los procedimientos haciéndolos progresivamente más accesibles para los ciudadanos. También interviene en temas vinculados a la corrupción de la administración con la creación del Oficio central de lucha contra el enriquecimiento ilícito que obliga a los funcionarios a declarar su patrimonio. Por otro lado, plantea acciones para favorecer la justicia de transición en las regiones de Malí afectadas por la crisis de 2012.
A nivel internacional, interviene en la cooperación entre los países del Sahel sobre asuntos de criminalidad transfronteriza y de terrorismo, el cual resultó en la Convención sobre la cooperación judicial y la extradición, firmada en mayo de 2017 entre Malí, Níger y Chad.
Está casado y es padre de una hija. Es miembro de la Unión Internacional de Abogados y de la Asociación Europea de Abogados. 